# グィーディ・ダ・ファエンツァの聖母

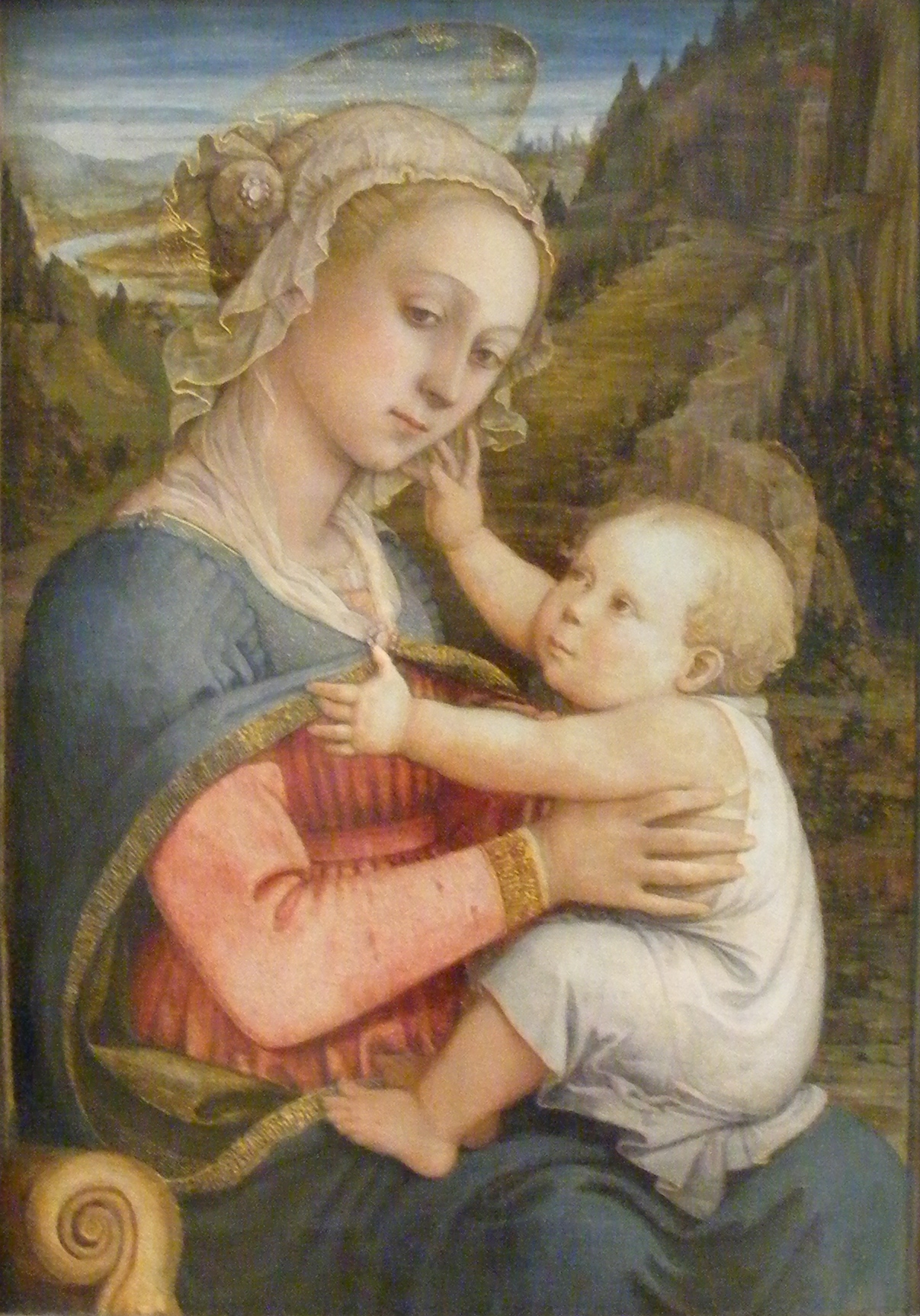
フィリッポ・リッピ『聖母子 (リッピ)』(1465年ごろ)、アルテ・ピナコテーク、ミュンヘン

『グィーディ・ダ・ファエンツァの聖母』（グィーディ・ダ・ファエンツァのせいぼ、仏: Madone des Guidi de Faenza 、英: Madonna of the Guidi da Faenza）は、イタリア・初期ルネサンス絵画の巨匠サンドロ・ボッティチェッリがごく若かった (21-22歳) 1465年ごろ、ポプラ板上にテンペラで描いた作品である。ただし、ボッティチェッリ周辺の画家の作品とする意見もある。かつて、ファエンツァのグィーディ家の所蔵品であったため、この名で呼ばれる。作品は、1914年にバジール・ド・シュリシュタン (Basile de Schlichting) 男爵によりパリのルーヴル美術館に遺贈された。

## 作品
この作品は、ボッティチェッリの師であったフィリッポ・リッピの『聖母子 (リッピ)』 (アルテ・ピナコテーク、ミュンヘン) を踏襲している。両作とも、はるか彼方に消えていく風景を背景にしているが、本作ではリッピの作品には描かれていない窓枠がある。なお、外に広がっている岩山と霊廟のある風景 (後世の補筆がかなり入っている) は実在しないものである。
額が広く透明なヴェールを被った、優美で少女らしい聖母マリアもリッピの影響を受けているが、アンドレア・デル・ヴェロッキオの影響も見られる。また、リッピが描いた非常に赤ん坊らしいイエス・キリストとは違い、この作品のイエスは頬が赤く、しっかりとした鼻があり、たくましく生き生きとしている。マリアはX型の玉座に穏やかに座っているが、イエスは母の膝をよじ登り、抱いてもらおうとしているようである。母子は互いに一心に見つめあっており、鑑賞者は母子の団欒に引き込まれてしまう。